# Arquitectura de reciclaje

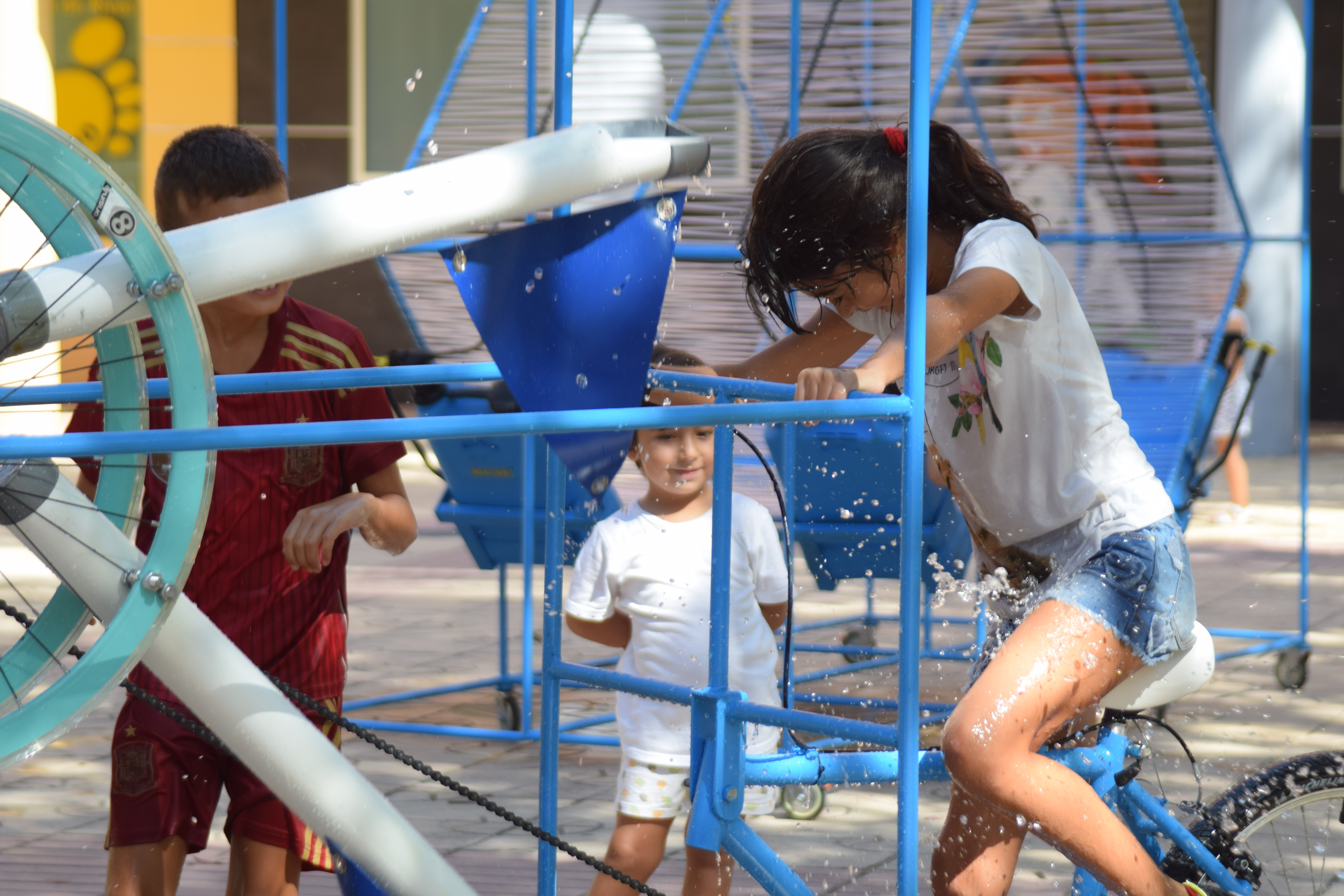
Sigue la Onda, instalaciones de activación del barrio de Covibar realizadas por el Máster de Arquitecturas Efímeras de la UPM utilizando material reciclado (tuberías desechadas, ruedas de bicicleta usadas...).

Se conoce como arquitectura de reciclaje aquellos ejemplos normalmente de arquitectura efímera realizados transformando y/o reutilizando materiales usados y desperdicios. A partir de la década de los 80 se han llevado a cabo numerosos ejemplos pertenecientes a este movimiento sostenible, ecológico, económico, artístico y de ahorro energético, debido principalmente al emergente interés social por el medio ambiente.

## Introducción a la arquitectura de reciclaje
La historia del reciclaje se remonta muy atrás en el tiempo. De una u otra forma el aprovechamiento y la reutilización de los materiales ha estado presente desde los comienzos de la historia del ser humano, aunque las primeras evidencias encontradas datan del año 400 a. C. En el caso de la arquitectura, hay hipótesis acerca del comienzo del reciclaje cuando las civilizaciones empezaron a utilizar el ladrillo de barro como principal elemento estructural, ya que con tal sistema constructivo es posible reutilizar los ejemplares intactos de edificios ruinosos para nuevas construcciones, método al que muchas civilizaciones posteriores recurrieron, como es el caso de los pueblos germánicos. 

## Arquitectura de reciclaje en elsigloXXyXXI
El reciclaje tal y como lo conocemos hoy es un concepto del que se comenzó a hablar después de la Segunda Guerra Mundial, especialmente con el movimiento hippie de los años 60 y 70, fechas a partir de las que se creó la Agencia de Protección Ambiental, con la que se difundió la idea con mayor interés. 

En cuanto a la arquitectura de reciclaje, podemos destacar como pioneros a la comunidad Drop City, artistas que empezaron a experimentar con materiales desechados tomando como referencias los "happenings" de Allan Kaprow de 1958-62, los diseños de Steve Baer y los proyectos llevados a cabo en el Black Mountain College por el compositor John Cage, el artista Robert Rauschenberg y el arquitecto Buckminster Fuller.

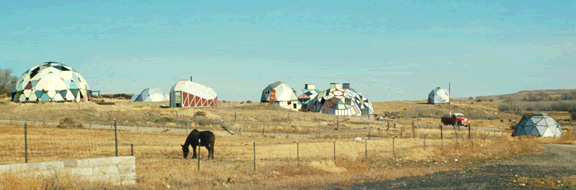
Drop City, Trinidad, 1965-1977.

La Drop City fue una comunidad de artistas del movimiento de contracultura creada entre 1965 y 1977 en un terreno de 28.000 m² situado a 6 kilómetros de Trinidad (Colorado). Fue fundada por Gene Bernofsky ("Curly"), JoAnn Bernofsky ("Jo"), Richard Kallweit ("Lard") y Clark Richert ("Clard"), estudiantes de arte y cineastas de la Universidad de Kansas y de Colorado, con la intención de construir el primer ejemplo arquitectónico perteneciente al movimiento artístico "Drop Art" que ellos mismos habían ideado en 1961 en la Universidad de Kansas. Actualmente se considera como la primera "comuna hippie rural", que, gracias a los medios de comunicación y al Joy Festival que se organizó en junio de 1967, alcanzó rápidamente la fama y atrajo a centenares de personas de todo el mundo. El conjunto consistió en varios albergues hechos de paneles metálicos extraídos de automóviles desechados, entre otros materiales, de tal forma que generaban cúpulas y conjuntos geométricos. La intención de este evento fue principalmente política, haciendo énfasis en ver la tierra como un elemento "para siempre libre y abierto a todos" y en las relaciones "sinérgicas" entre los miembros de la comunidad. A este innovador experimento artístico le sucedieron otros como la cooperativa de artistas Criss-Cross de 1968 en Boulder (Colorado), el movimiento Libre de 1970 en Gardner (Colorado), el 61-Zone System también de Boulder (Colorado)... Eventos entre los que cabe destacar el movimiento que Michael Reynolds llevó a cabo en Taos.

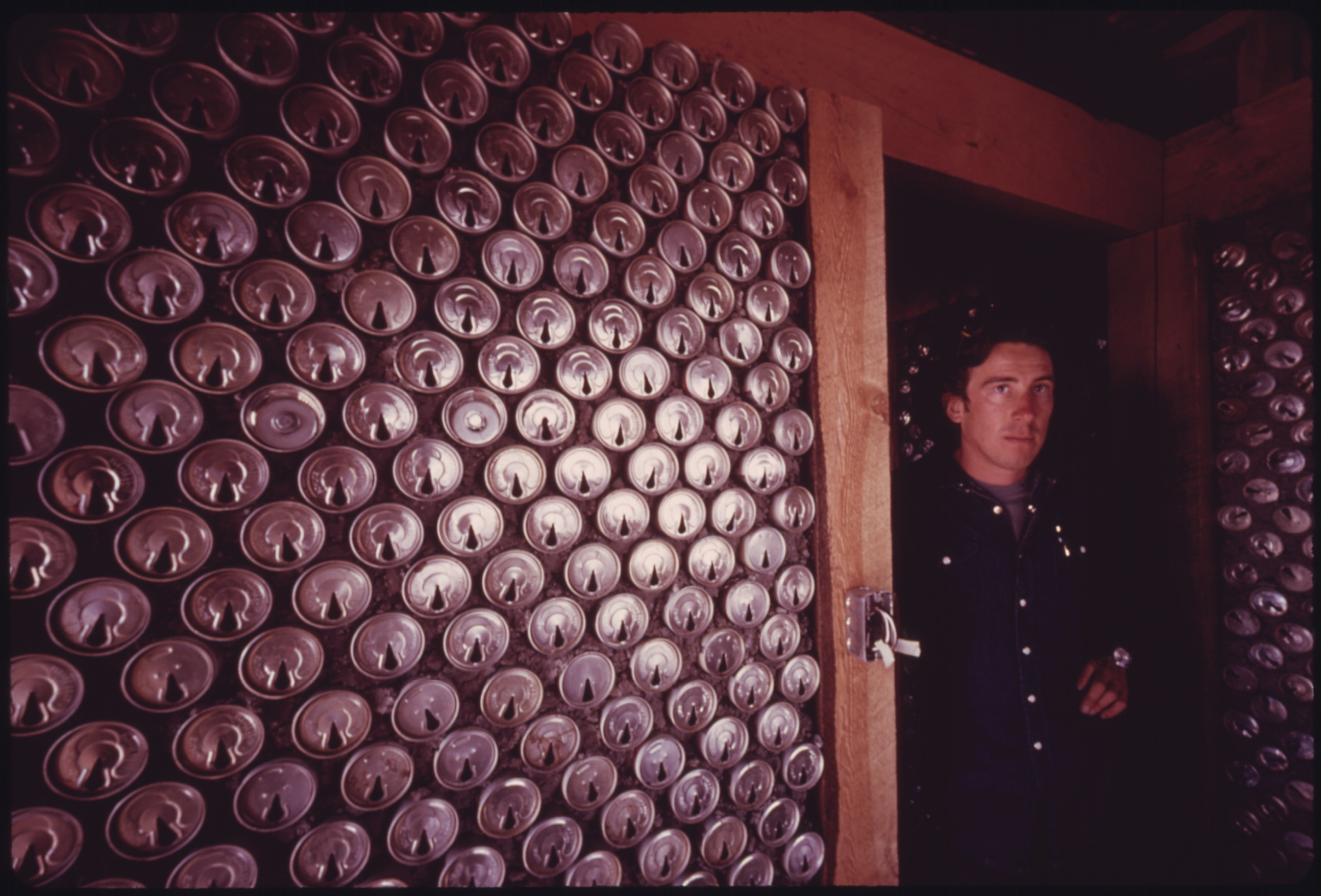
El arquitecto Michael Reynolds junto a una pared de latas de estaño en Taos, en la década de 1970.

Michael Reynolds, arquitecto estadounidense graduado en la Universidad de Cincinnati en 1969 que, a pesar de ser censurado en su época por su visión radical y rebelde de la arquitectura, es hoy considerado un avanzado a su tiempo y un líder mundial en energías renovables y en arquitectura sostenible, creador de conceptos como "Biotecture" o "Earthship". Fue líder de un movimiento que tuvo lugar a comienzos de los 80 en Taos, Nuevo México, con vistas a dar uso a las cantidades masivas de basura y a criticar la naturaleza inútil de las prácticas comunes de construcción, tomando como base la investigación acerca de las ventajas que diferentes desechos podían ofrecer a un espacio. Como resultado realizó viviendas y pabellones baratos, ecológicos y autosustentables, aunando materiales naturales locales y desechos tales como neumáticos en desuso (apilados y llenos de tierra comprimida para formar muros y fachadas, regulando así la temperatura interior de manera natural, ya que se calientan durante el día por la incidencia solar y vuelcan por la noche el exceso de calor al interior por equilibrio térmico), latas vacías de estaño (unidas con cemento formando cúpulas y arcos, rellenando los marcos de madera de las casas tradicionales o generando muros compactados con tierra), botellas de vidrio, botes de comida, etc. Recursos disponibles, baratos y funcionales que eran normalmente enviados a vertederos.

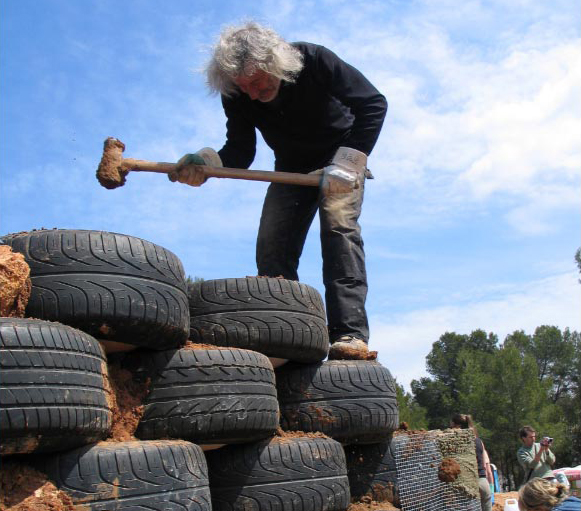
El arquitecto Michael Reynolds construyendo un muro con neumáticos reciclados en Taos.

En la década de 1990 la cantidad de ejemplos de arquitectura de reciclaje incrementó considerablemente, alcanzando el máximo apogeo a partir del año 2008, debido tanto al emergente interés por el medio ambiente como a la crisis financiera que se desató en 2006 en los Estados Unidos y que se manifestó internacionalmente en 2008. En la actualidad su práctica está muy extendida, debido principalmente a sus atractivas características ecológicas y económicas.

## Características

### Artísticas

#### Temporalidad y degradación
Los residuos son un claro ejemplo del paso del tiempo y de la degradación progresiva inherente a todo y, como tal, en muchos casos nos absorben, mostrándonos que también somos producto de esta disolución, mientras que en otros evocan la función que empeñaban previamente y, por lo tanto, el cambio y la inestabilidad.

#### Reivindicación y crítica
Muchos ejemplos artísticos muestran la basura generada como un reflejo de la sociedad en la que vivimos, por un lado con el fin de concienciar activamente al espectador de las consecuencias que genera el ser humano en el medio ambiente y, por otro lado, con el fin de generar una respuesta política, económica y de contraste frente a los modelos capitalistas vigentes.

#### Exotismo y naturaleza
Socialmente, la arquitectura reciclada está estrechamente relacionada con lo manual, autosuficiente, rústico, heterogéneo, natural, colorido y acumulativo, ideas que inducen a la evasión de la ordinaria metrópoli de hormigón para dar pie a la experimentación natural.

### Económicas

#### Economía de medios
En el caso de usar desperdicios como materia prima de un proyecto, el coste por creación y/o adquisición del material es prácticamente nulo, y si además se toma como módulo estructural uno de dichos elementos (generalmente palés, latas, botellas...), el coste de la mano de obra tanto en montaje como en desmontaje disminuye hasta tal punto que una sola persona puede realizar una obra admirable.

#### Ahorro energético
Ya que en todas partes se generan residuos, los principales elementos de construcción son extraídos de áreas próximas a la de la obra, con el consiguiente ahorro energético tanto en transporte como en producción. Asimismo, debido a la manejabilidad prestada por dichos elementos, se considera cierta reducción energética también en cuanto a maquinaria de construcción.

### Sostenibles
Con lo anteriormente mencionado, la huella ecológica generada por estas iniciativas disminuye exageradamente frente a la de un edificio convencional. Cabe destacar que todo material reciclado puede volverse a reciclar, idea principalmente respaldada por la arquitectura realizada con cartón, un material 100% reciclable.

### Adaptables
Los materiales reciclados suelen ser ligeros, flexibles y adaptables al entorno, excepto en el caso de los contenedores de obra o de barco, que son utilizados como elementos estructurales por su resistencia o como cobertura transportable y funcional. 

## Estado de la cuestión

### Localizaciones
Actualmente, el país más implicado en estas estrategias sostenibles es Estados Unidos, seguido de España (sobre todo las ciudades de Madrid, Valencia, Barcelona, Sevilla y Granada), Reino Unido, Alemania y Canadá. También cabe mencionar por sus aportaciones Argentina, Brasil, China, Francia, México, Polonia y Suiza y, en un segundo plano, Bélgica, Chile, Italia, Japón, Kosovo, Nigeria, Noruega, Nueva Zelanda, Perú, el Reino de Lesoto y Uruguay. 

### Materiales utilizados
Entre los materiales reciclados que más se utilizan en la arquitectura efímera destacan, ordenados de mayor a menor demanda:

#### Palés
Estos módulos y sus agrupaciones se caracterizan por la economía, facilidad de montaje, adaptabilidad, resistencia, sencillez, sostenibilidad e integración en el entorno urbano, de tal manera que generan espacios naturales, dinámicos, cálidos y confortables, propiedades inherentes a la sucesión de lamas de madera que, además, evocan el bosque del que dichos componentes provienen. Por ello, han sido utilizados para la construcción de envolventes, mobiliario urbano, varios ejemplos de arquitectura de emergencia (como es el caso de "The Gap Filler Pallet Pavilion", en Christchurch) e incluso obras de arte simbólicas (entre las que cabe destacar el pabellón "Forêt II" de Philippe Allard y Justin Duchesneau, en Montreal).

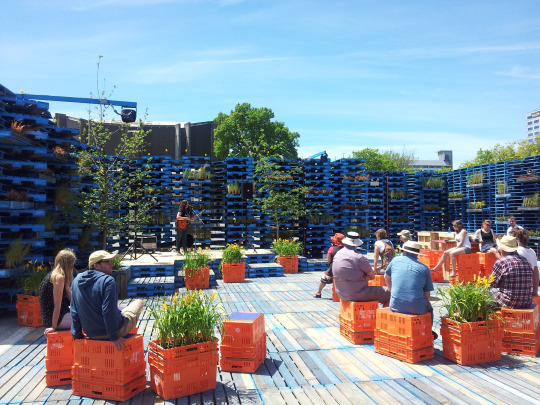
"The Gap Filler Pallet Pavilion" en Christchurch, 2012.

#### Botellas recicladas
La agrupación de estos elementos suele darse con fines reivindicativos, puesto que conciencia al ciudadano acerca de la basura generada y de la necesidad de reciclarla, aunque también interesa el potencial que dicha agrupación tiene a la hora de conformar superficies onduladas, aislar de las inclemencias del tiempo, contener líquidos que doten de color y dinamismo al conjunto o generar efectos lumínicos en función de la irradiación solar. Son muy utilizados tanto en pabellones (entre los que cabe mencionar el "Parking Canopy" de Garth Britzman, en Lincoln) como en eventos reivindicativos y colectivos (dentro de los que consta el evento "Piscina pública sobre fondo de Campo de Cebada" del colectivo Luzinterruptus, en Madrid).

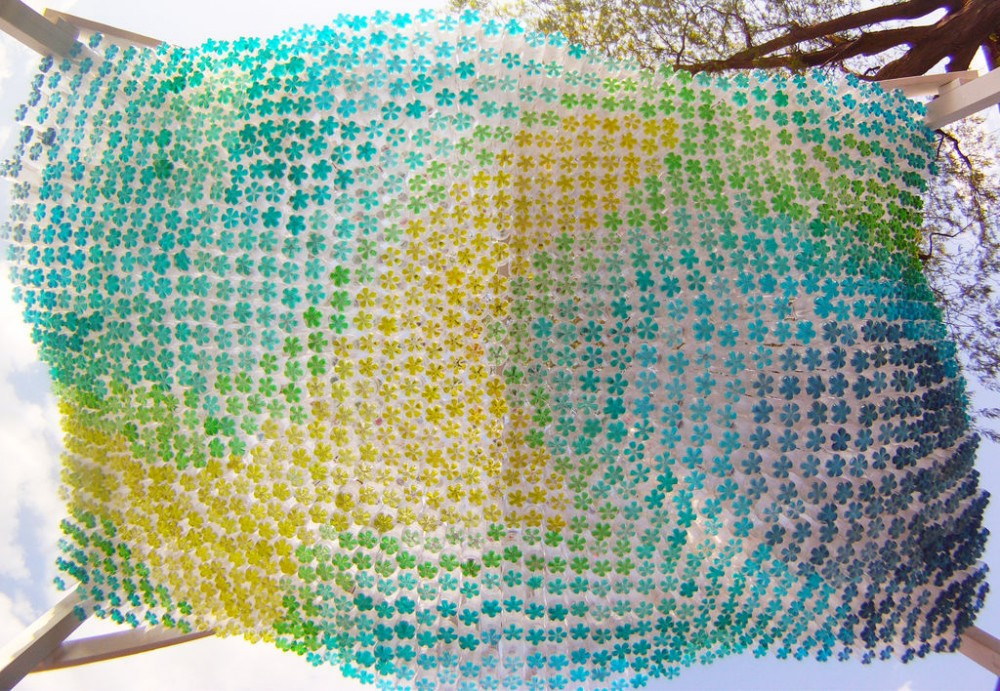
"Parking Canopy" de Garth Britzman, en Lincoln.

#### Cartón
A la hora de generar espacios arquitectónicos efímeros podemos encontrar este material tanto como idea representativa del reciclaje, como en sí reciclado. En ambos casos este material exhibe satisfactoriamente características como ligereza, autoconstrucción, economía, manejabilidad, resistencia, calidez, confort, integración respetuosa con el entorno, facilidad de transporte y facilidad de montaje, aunque en el primer caso los espacios son construidos con el fin de concienciar al usuario acerca del respeto por el entorno natural, la sostenibilidad y la huella ecológica (como es el caso del proyecto "Cartón Expositivo" del estudio Samaruc y Andy Paneque, para la exposición del XIII Certamen de Valencia Crea), mientras que en el segundo se muestran tanto las satisfactorias aptitudes del producto reciclado como la evocación artística de su utilidad anterior (entre cuyos ejemplos cabe destacar la exposición "Cardboard Cloud" del estudio Fantasticnorway, en el Centro DogA de Oslo).

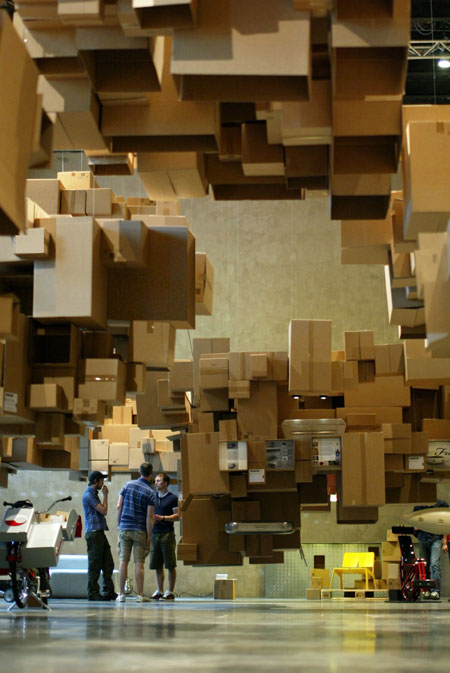
"Cardboard Cloud" del estudio Fantasticnorway, en el Centro DogA de Oslo.

#### Contenedores de barco
Estos elementos han sido utilizados con frecuencia para configurar edificios permanentes, debido principalmente a la facilidad de montaje, a la facilidad de apilamiento como módulos, a su resistencia, a sus capacidades auto-portantes, a sus capacidades espaciales y a las posibilidades distribuidoras que sus medidas estándar admiten, de tal manera que han sido ignoradas las cualidades transportables, desmontables, temporales e incluso parasitarias con las que dichos contenedores fueron ideados, importantes detalles que han sido reivindicados en proyectos efímeros como el "Container City" del estudio O+A, para el festival de teatro Over het IJ de Ámsterdam, aunque también han sido expuestos con fines ecológicos, experimentales y colaborativos, como se puede observar en ejemplos como el  "Cootainer", un invernadero urbano transportable diseñado por Damien Chivialle.

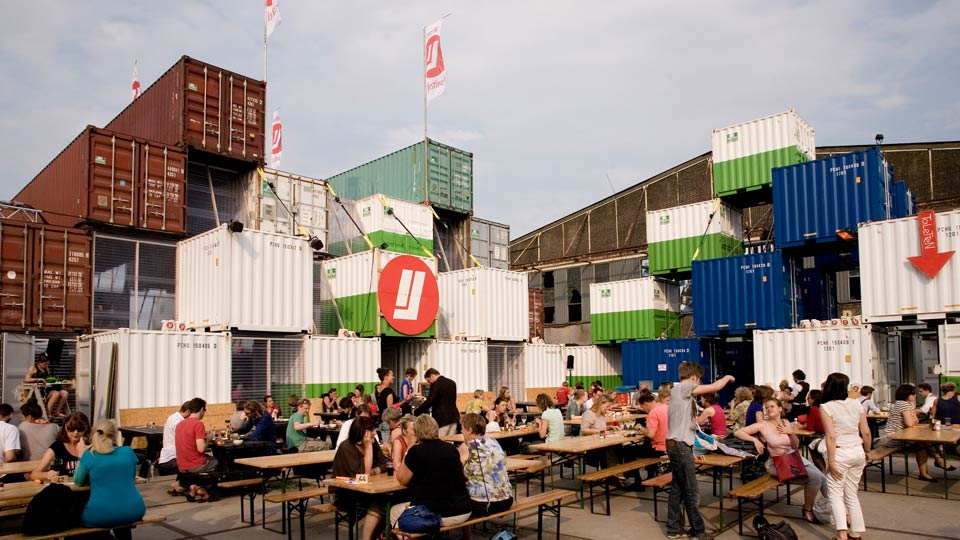
"Container City" del estudio O+A, para el festival de teatro Over het IJ de Ámsterdam

#### Escombros
El apilamiento de materiales de desecho es un procedimiento radical cuyos resultados son generalmente espacios heterogéneos y caóticos que tienen como fundamento la reivindicación y la interacción social. Concretamente, las intenciones a las que generalmente se recurre son o manifestaciones políticas y reivindicativas sobre el modelo de consumo imperante (ideas enfatizadas en proyectos como el de "Eres lo que Tiras" de Basurama, instalado en la playa de Benicássim para el FIB de 2007), o manifestaciones artísticas y simbólicas sobre la temporalidad inherente a todo (como es el caso de "The Big Crunch" de Raumlabor, en Darmstadt). 

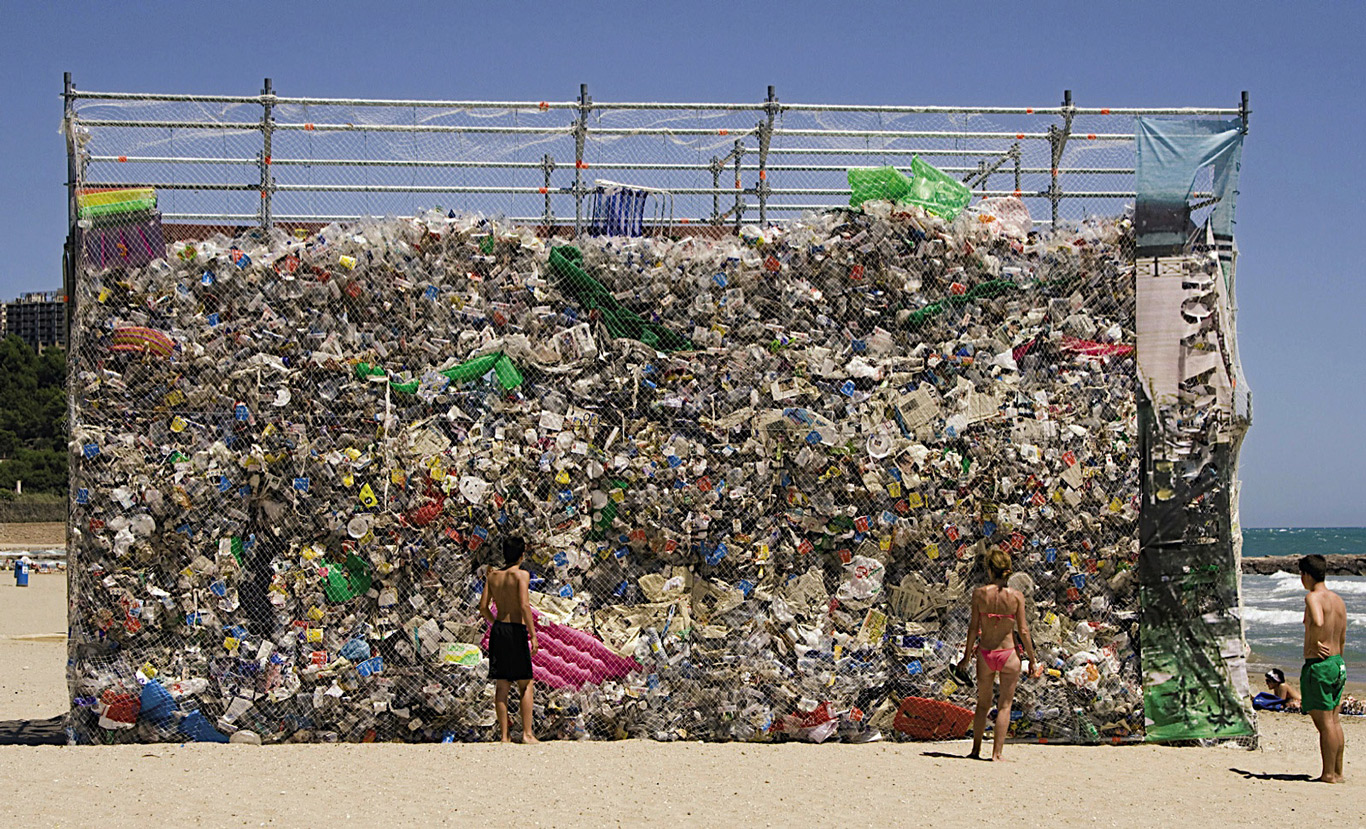
"Eres lo que Tiras", instalación del colectivo Basurama en la playa de Benicássim para el FIB de 2007.

#### Neumáticos
Estos objetos pueden ser vistos como módulos apilados para configurar fachadas efímeras y muros de contención o como elementos principales en ciertos eventos urbanos, principalmente con fines lúdicos. Debido a su configuración espacial pueden estar rellenos de tierra comprimida con fines higrotérmicos y estructurales (sistema abordado inicialmente por Michael Reynolds), pero han sido principalmente contempladas su elasticidad, adaptabilidad, ligereza, resistencia y seguridad, características óptimas en instalaciones interactivas (entre cuyos ejemplos destacan los columpios diseñados por Basurama en el proyecto "RUS" de Lima).

#### Otros materiales
Otros materiales que cabe mencionar son contenedores de obra, sillas, andamios, vasos de plástico, carros de la compra, barquillas, latas de estaño, ropa vieja, contenedores de basura, bolsas de plástico, tuberías de obra, anillas de plástico, barcas en desuso, bombillas fundidas, cabinas telefónicas, carrocería de automóviles, cojines, DVD, embalajes, latas de comida, paraguas, rompeolas desgastados, tetrabriks vacíos...

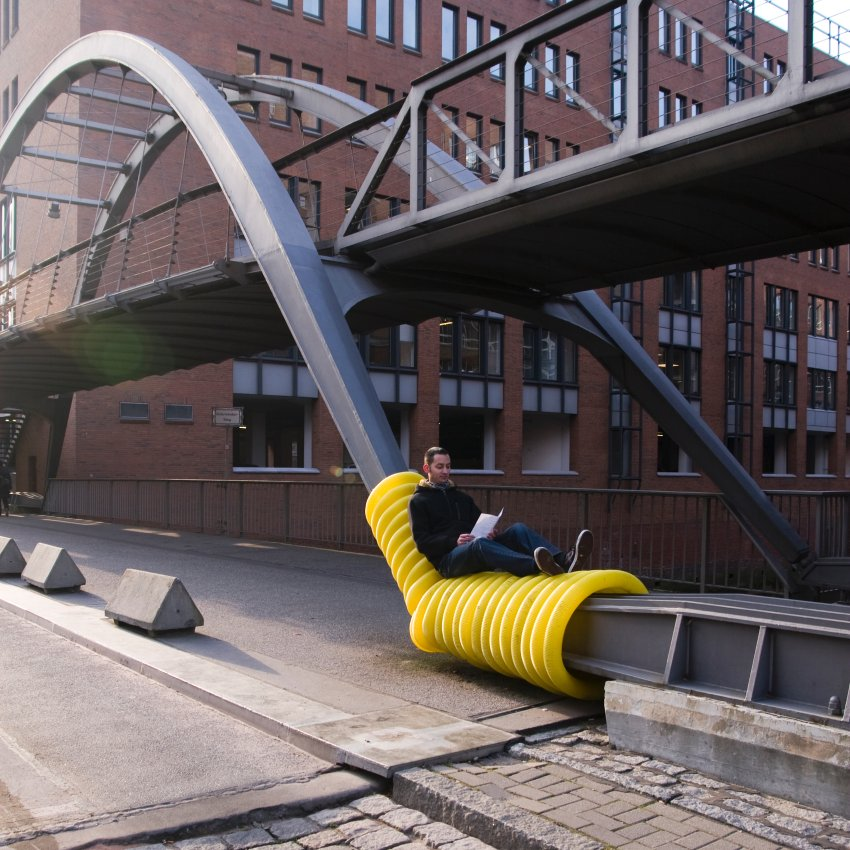
"Street Furniture" de Architizer, mobiliario urbano clandestino a partir de tubos de drenaje en Hamburgo.

### Artefactos realizados
Los proyectos están ideados con funciones muy diversas, ya que la gran cantidad de materiales nos aporta un rango de actuación e ideación inmenso, pero los fines más recurrentes, ordenados de mayor a menor, son: 

#### Manifestaciones artísticas
Generalmente con vistas a concienciar socialmente sobre la sostenibilidad, el reciclaje, la naturaleza o la huella ecológica, pero también con la finalidad de simbolizar el cambio, el paso del tiempo, los límites y la degradación progresiva. Entre los múltiples ejemplos cabe destacar la instalación efímera "Hangs Laundry to Create Art" (de Kaarina Kaikkonen, Tampere, 1999) realizada con ropa de segunda mano colgada de cuerdas, generando bajo ella un espacio de carácter doméstico. 

#### Pabellones efímeros
Demandados por su simbolismo y su economía. Cabe destacar como ejemplo el proyecto "Head In The Clouds: a plastic bottle pavilion" (de studioKCA, Nueva York, 2013) consistente en una superficie resultado de la yuxtaposición de 53.780 botellas de plástico y jarras de leche recicladas, a través de las que se generan variados efectos lumínicos. 

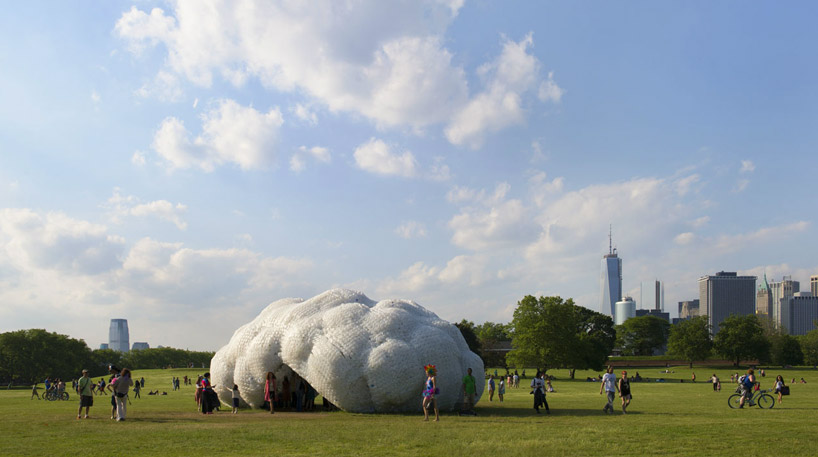
"Head In The Clouds: a plastic bottle pavilion" de studioKCA, Nueva York, 2013.

#### Estructuras para festivales
Construcciones económicas acordes a las características reivindicativas e inconformistas de dichos eventos. Mención especial merecen proyectos como el recinto escénico "Theater Of Fly" (del Colectivo Assemble para el Teatro Chichester Festival, West Sussex) realizado con palés, andamios y lonas aportados por los propios usuarios de la dotación cultural. 

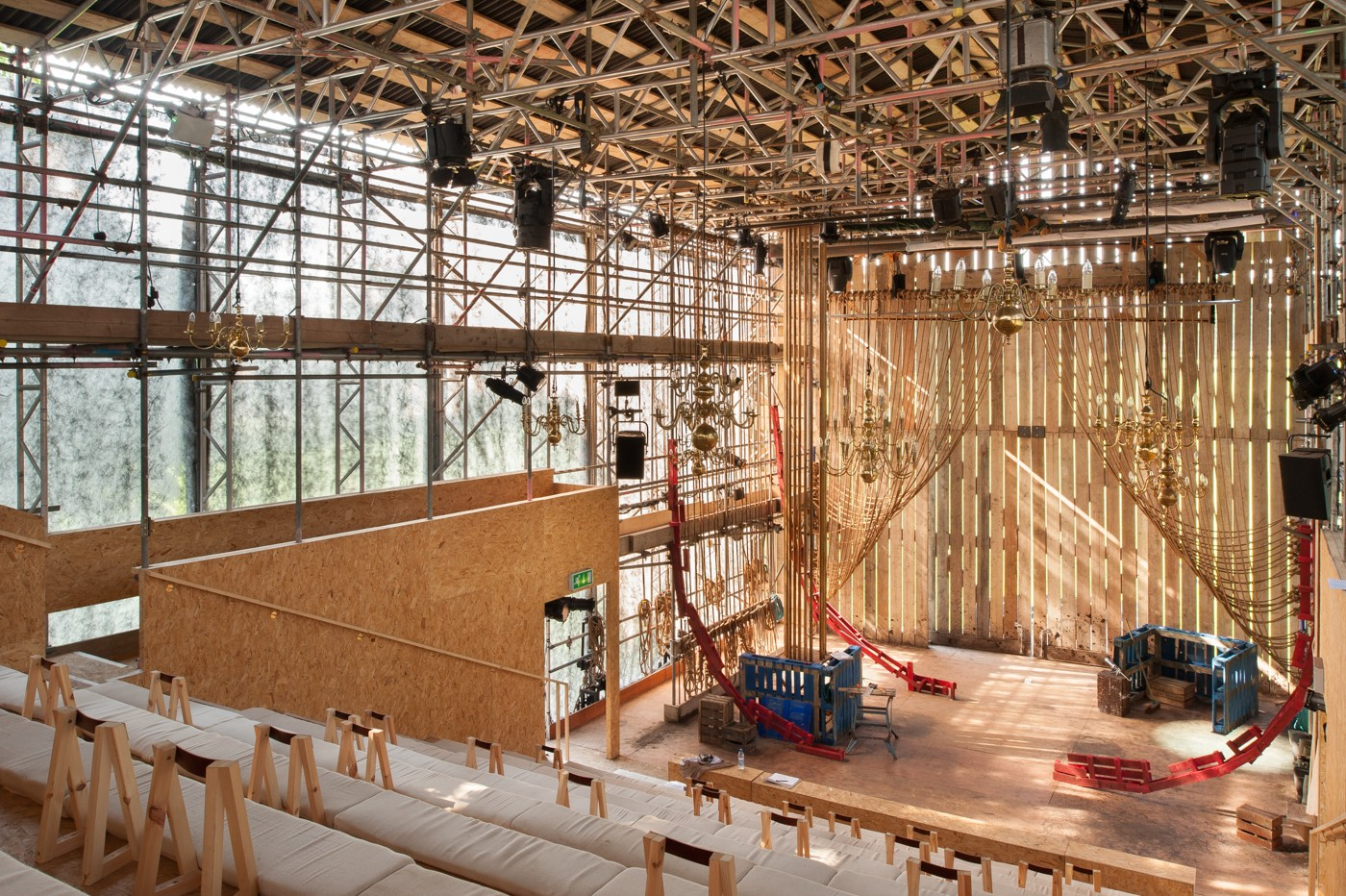
"Theater Of Fly", del Colectivo Assemble, para el Teatro Chichester Festival, en West Sussex.

#### Construcciones de emergencia
Proyectos para los que el uso de materiales reciclados aporta economía, velocidad de montaje, ligereza, adaptabilidad, sostenibilidad y disponibilidad. Tal es el caso del refugio transitorio de emergencia "Pallet House" (de I-Beam Studio, Kosovo, 1994) construido con palés rellenos de paja, papel y ropa vieja para los refugiados de la guerra de Kosovo. 

#### Eventos reivindicativos
Ejemplos sostenibles de respuesta política y económica. Entre sus ejemplos cabe destacar la serie de prototipos de arte urbano de guerrilla "Skip Conversations" (de Oliver Bishop, 2008) consistente en efímeros espacios públicos de evasión de la ciudad realizados en contenedores de obra.

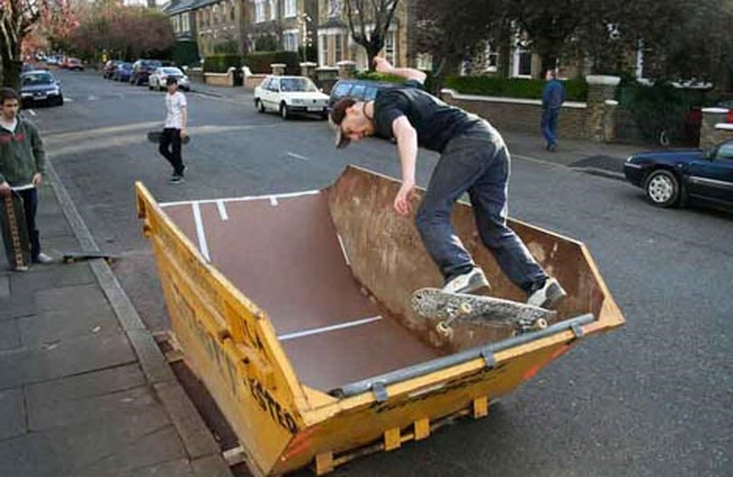
"Skip Conversations" de Oliver Bishop, 2008

#### Viviendas nómadas
Proyectos efímeros, ligeros, asequibles y transportables. Cabe mencionar como ejemplo la serie de viviendas mínimas transportables "Garbage Dumpsters Turned into Living Containers" (de Philipp Stingl, Alemania) realizada para los indigentes utilizando contenedores de basura reciclados.

#### Ejemplos de docencia
Útiles mecanismos de aprendizaje arquitectónico, debido tanto a la economía y la disponibilidad de los materiales como a las variadas configuraciones que su distribución permite. Tal es el caso de la iniciativa "Yo antes era basura" del máster de efímeras de la ETSAM (Madrid), basada en la reutilización de elementos de cartón reciclado y vegetales para dotar clandestinamente de una atmósfera acogedora y natural al caótico entorno de la salida de metro Ciudad Universitaria.

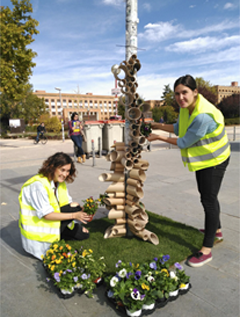
Instalación "Yo antes era basura" organizada por el máster en Arquitecturas Efímeras de la UPM (Madrid).

#### Conjuntos colaborativos
Realizados con materiales donados, manejables y económicos. Entre los numerosos ejemplos es oportuno mencionar la instalación artística desmontable "Organic Growth Pavillion" (de Izaskun Chinchilla, Nueva York, 2015) levantada por voluntarios reutilizando paraguas, taburetes, trípodes fotográficos y ruedas de bicicleta. 

#### Otras instalaciones efímeras
Albergues temporales, mobiliario urbano, prototipos hinchables...

## Conceptos
El reciclaje abarca un sinfín de categorías, entre las que cabe destacar:

### Reciclaje como idea

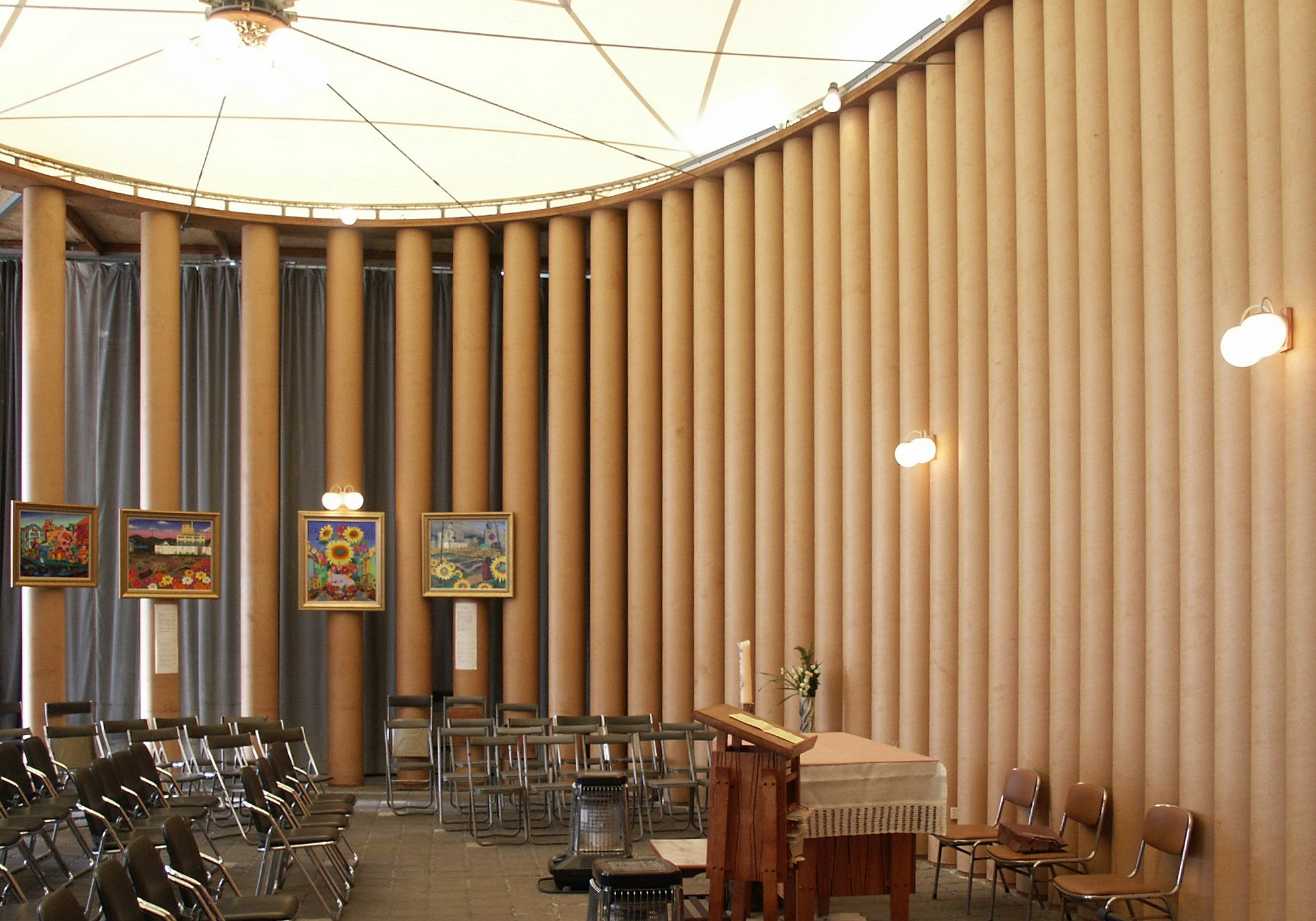
"Takatori Catholic Church", de Shigeru Ban, ejemplo de arquitectura efímera de emergencia construido en 1995, después del devastador terremoto de Kōbe.

Son los conjuntos que, usando materiales no reciclados, evocan y representan la idea de reciclaje. Suelen ser pabellones expositivos con vistas a concienciar acerca de la sostenibilidad, donde el material más recurrente es el cartón, cuyo uso no se justifica tanto por la manejabilidad, la ligereza o la resistencia sino por la posibilidad de ser 100% reciclado una vez deje de ser usado, disminuyendo así la huella ecológica. Actualmente, el mayor exponente de este mecanismo a nivel mundial es Shigeru Ban, cuyos edificios (desde arquitecturas de emergencia hasta pabellones temporales) consisten en estructuras tubulares de cartón tratadas con agua a prueba de parafina; pero existen otros estudios de arquitectura interesantes, como es el caso del colectivo Luzinterruptus que, con la idea de concienciar acerca del reciclaje y de mostrar la cantidad de basura que el ser humano puede generar, realizó la instalación efímera "Bringing recycling closer" utilizando 1.000 bolsas de basura.

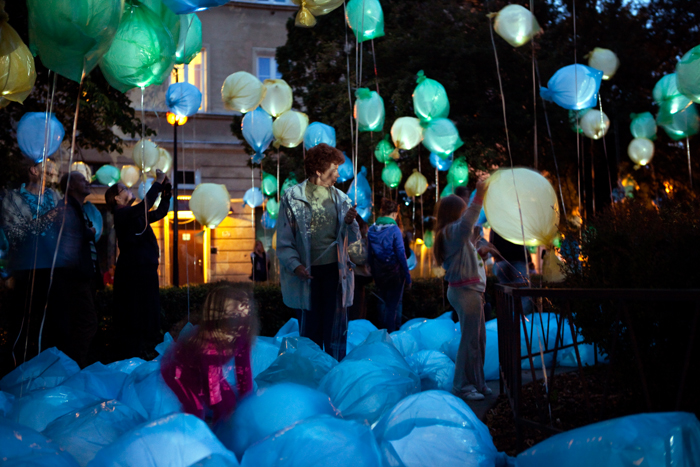
"Bringing recycling closer", del colectivo Luzinterruptus, Varsovia, 2011.

### Reciclaje como medio
Son todos aquellos conjuntos realizados utilizando elementos reciclados, desperdicios y desechos tanto en revestimientos como en estructura. Es el mecanismo más característico y directo y, entre sus múltiples ejemplos, pueden ser destacados (además de los ya mencionados) el "Pabellón de Tetrabriks" de Granada de los estudios CUAC Arquitectura y Sugarplatform (construido con más de 45.000 tetrabriks de leche para conmemorar el Día Internacional del Reciclaje), la instalación interactiva "CLOUD" de Caitlind Brown y Wayne Garrett (realizada mediante la yuxtaposición de más de 6.000 bombillas fundidas con el fin de lapidar la visión negativa que se tiene de los residuos) o las construcciones del artista alemán Michael Hönes en Lesoto (realizadas utilizando latas de refresco vacías como módulos estructurales con la intención de dotar al área de un interesante atractivo turístico de forma económica y sostenible).

### Reciclaje de espacios y de usos
Este mecanismo es el más tratado de todos, ya que abarca todos aquellos conjuntos cuya función ha ido variando con el paso del tiempo (por conveniencia, desuso...). Aunque esta práctica se lleve ejecutando desde los comienzos de la historia del ser humano, existen ciertos ejemplos representativos, como el museo "Tate Modern" de Londres, que hasta el año 2000 era la central eléctrica Bankside Power Station, o la propuesta de Buckminister R. Fuller de reutilizar las obsoletas fábricas de armamento de la Segunda Guerra Mundial con el fin de producir en masa los prototipos habitables "Dymaxion" entre 1944 y 1946.

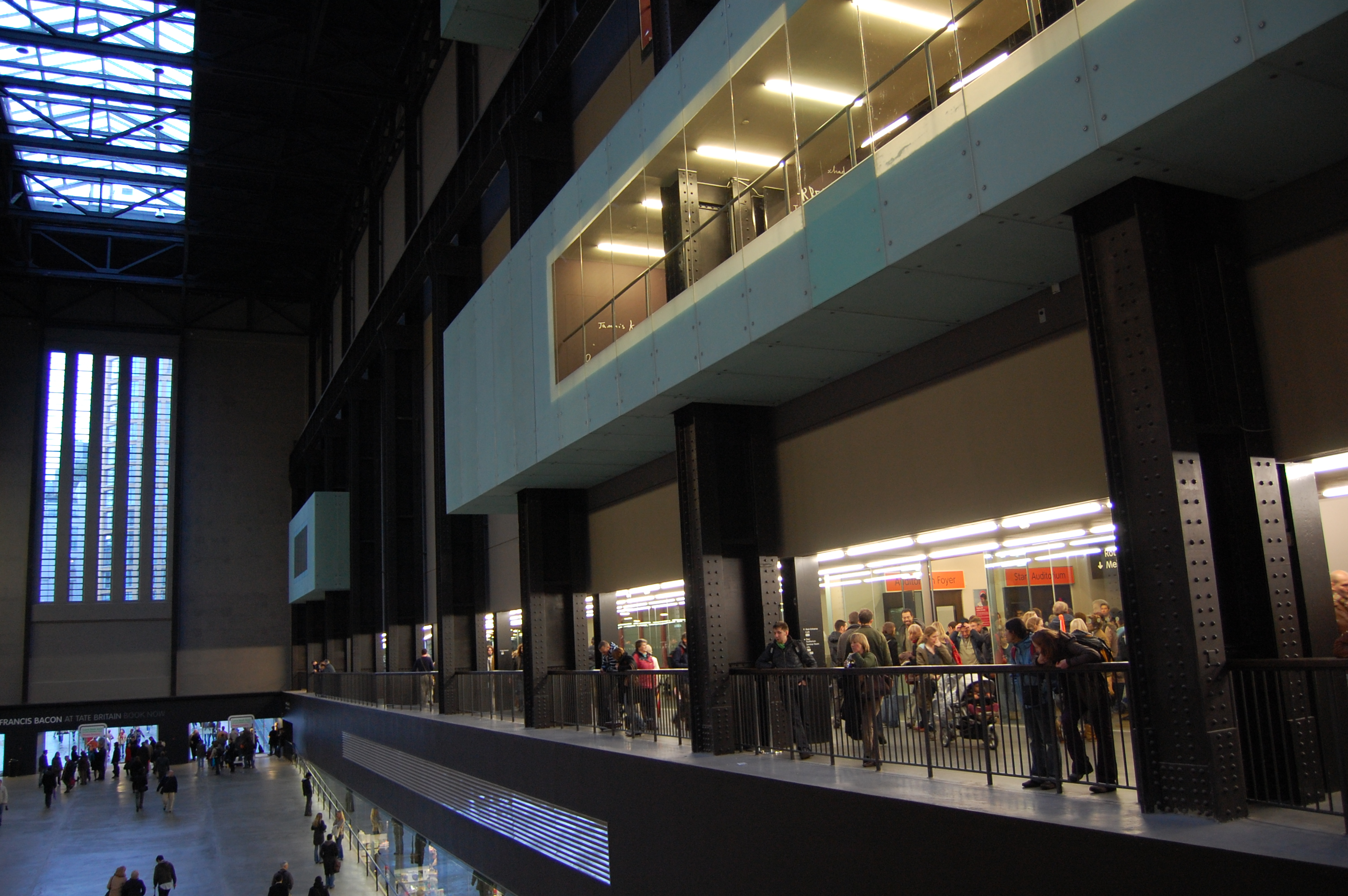
Sala de Turbinas del museo "Tate Modern", restauración realizada por el estudio de arquitectura Herzog & de Meuron